# Семисотов, Николай Петрович
Николай Петрович Семисотов (род. 2 декабря 1968, хутор Секачи, Михайловский район, Волгоградская область, РСФСР, СССР) — российский политический деятель, сенатор Российской Федерации. В Совете Федерации представляет исполнительный орган власти Волгоградской области   (с 2019). Член Комитета по Регламенту и организации парламентской деятельности.
Председатель Волгоградской областной Думы с 2 октября 2014 года по сентябрь 2019 года. Член партии Единая Россия.
Находится под персональными санкциями ЕС С 9 марта 2022 года, Великобритании — с 15 марта 2022 года, США — 30 сентября 2022 года.

## Биография
Родился 2 декабря 1968 года в хуторе Секачи Михайловского района Волгоградской области.
В 1992 году окончил Волгоградский сельскохозяйственный институт по специальности агроном.
С 1993 по 1993 год работал агрономом-семеноводом совхоза «Секачёвский» Михайловского район. С 1993 по 2005 год — директор ЗАО «Секачи».
В 2005 году избран главой Михайловского муниципального района.
В 2012 году избран главой городского округа «город Михайловка».
В 2014 году избран депутатом и председателем Волгоградской областной думы.
17 сентября 2014 года избран депутатом Волгоградской областной Думы V созыва по Михайловской региональной группе № 3.
30 сентября 2014 года назначен председателем Волгоградской областной Думы, членом комитета по государственному строительству, местному самоуправлению и развитию территорий, а также членом комитета по труду, социальной политике, вопросам семьи и делам ветеранов. В сентябре 2019 года сложил полномочия.
25 сентября 2019 года Правительством Волгоградской области делегирован в Совет Федерации. С 25 сентября 2019 года наделен полномочиями сенатора РФ.

## Награды
- Медаль ордена «За заслуги перед Отечеством» II  степени (27 апреля 2023 года) — за большой вклад в развитие парламентаризма, активную законотворческую деятельность и многолетнюю добросовестную работу[4]